# Gynoplistia niveicincta
Gynoplistia niveicincta är en tvåvingeart som beskrevs av Alexander 1922. Gynoplistia niveicincta ingår i släktet Gynoplistia och familjen småharkrankar. Inga underarter finns listade i Catalogue of Life.